# GFF Elite League
La GFF Elite League è la massima competizione calcistica della Guyana. Giocata da 10 squadre, opera con un sistema di promozioni e retrocessioni.
Precedentemente al campionato, la massima divisione nazionale era la Guyana National Super League, cessata nel 2016.

## Storia
La competizione nasce con il nome di Stag Elite League nel 2015, in seguito alla mancata organizzazione della stagione 2014-15 della National Super League, e nella sua stagione inaugurale vedeva partecipare 8 degli 11 club guyanesi affiliati alla FIFA.
Nella stagione successiva il campionato è stato allargato a 10 squadre, ma quattro società si sono ritirate prima dell'inizio del campionato, che vedrà una effettiva partecipazione di dieci squadre solo un anno più tardi.

## Squadre
Stagione 2023
| Club                 | Città      |
| -------------------- | ---------- |
| Ann's Grove          | Georgetown |
| Buxton United        | Ennmore    |
| Den Amstel           | Uitvlugt   |
| Fruta Conquerors     | Georgetown |
| Guyana Defence Force | Georgetown |
| Milerock             | Linden     |
| Guyana Police Force  | Georgetown |
| Santos               | Georgetown |
| Victoria Kings       | Ennmore    |
| Western Tigers       | Georgetown |

## Albo d'oro
| Ed. | Stagione  | Campione                                      | Secondo                                       |
| --- | --------- | --------------------------------------------- | --------------------------------------------- |
| I   | 2015-2016 | Slingerz                                      | Alpha United                                  |
| II  | 2016-2017 | Guyana Defence Force                          | Fruta Conquerors                              |
| III | 2017-2018 | Fruta Conquerors                              | Guyana Defence Force                          |
| IV  | 2019      | Fruta Conquerors                              | Western Tigers                                |
|     | 2020      | Cancellato a causa della pandemia di Covid-19 | Cancellato a causa della pandemia di Covid-19 |
|     | 2021      | Cancellato a causa della pandemia di Covid-19 | Cancellato a causa della pandemia di Covid-19 |
|     | 2022      | Non disputato                                 | Non disputato                                 |
| V   | 2023      | Guyana Defence Force                          | Western Tigers                                |
| VI  | 2024      | Guyana Defence Force                          | Slingerz                                      |

## Titoli per squadra
| Club                 | Città           | Titoli | Stagioni            |
| -------------------- | --------------- | ------ | ------------------- |
| Guyana Defence Force | Georgetown      | 3      | 2016-17, 2023, 2024 |
| Fruta Conquerors     | Georgetown      | 2      | 2017-18, 2019       |
| Slingerz             | Isole Essequibo | 1      | 2015-16             |